# یاسمین عبدالعزیز
یاسمین عبدالعزیز (عربی مصری: ياسمين عبد العزيز؛ زادهٔ ۱۶ ژانویهٔ ۱۹۸۰) هنرپیشه سینما و تلویزیون اهل مصر است.